# Pomnik Germanii w Raciborzu
Pomnik Germanii w Raciborzu – znajdował się na skwerze przy ulicy Wojska Polskiego i Karola Miarki.

## Historia
W latach 80. XIX wieku u zbiegu dzisiejszych ulic Wojska Polskiego i Karola Miarki urządzono skwer, który nazwano Germaniaplatz (pol. Plac Germanii). W środku usytuowano pomnik bogini Germanii, który miał upamiętniać poległych w latach 1866 oraz 1870–1871. Powstał on w 1883 roku i był pierwszym świeckim pomnikiem w mieście.
W 1911 roku w pobliżu pomnika umieszczono 2 armaty wzoru 1862 o kalibrze 92 mm zdobyte w czasie wojny francusko-pruskiej, które ofiarował książę Karol Maksymilian VI von Lichnowsky. Wcześniej działa próbowano umieścić na rynku, jednak nie wkomponowały się one w otoczenie. Armaty były hojnym darem, za co dziękował donatorowi burmistrz miasta, August Bernert, w specjalnym liście. W 1887 roku książęta Lichnowscy sprzedali królowi pruskiemu, Wilhelmowi I podobne działa po 669 talarów za sztukę. Armaty zniknęły po 1945 roku, stały się prawdopodobnie łupem Armii Czerwonej. Dwa podobne działa można oglądać do dzisiaj w Muzeum Zamkowym w Hradcu.
W 1945 roku pomnik został zlikwidowany, a na cokole w 1946 roku umieszczono tablicę poświęconą Tadeuszowi Kościuszce. Kilkanaście lat później zlikwidowano również cokół, a tablicę przeniesiono obok budynku Młodzieżowego Domu Kultury przy ulicy Stalmacha 12.

## Charakterystyka
Pomnik znajdował się na niewielkim kopcu. Miał 2 metry wysokości, wsparty był na 4-metrowym cokole. Cały pomnik znajdował się na wysokości drugiego piętra zakładu dla głuchych, który znajdował się za przepływającą wtedy tamtędy Psiną. Po zlikwidowaniu pomnika w 1945 roku pozostał cokół, na którym w 1946 roku znalazła się tablica poświęcona Tadeuszowi Kościuszce: W hołdzie Tadeuszowi Kościuszce, * 1746 r. + 1817 r., wielkiemu bojownikowi o demokrację i niepodległość Polski – młodzież Ziemi Raciborskiej – 1946 r. Tablica ta była pierwszym pomnikiem umieszczonym po II wojnie światowej w Raciborzu.